# Саньяк (Дордонь)
Саньяк (фр. Sanilhac) — муніципалітет у Франції, у регіоні Нова Аквітанія, департамент Дордонь. Саньяк утворено 1 січня 2017 року шляхом злиття муніципалітетів Брей, Марсане i Нотр-Дам-де-Саньяк. Адміністративним центром муніципалітету є Нотр-Дам-де-Саньяк. Населення — 4674 особи (01.01.2021).